# Сејбин (Минесота)
Сејбин (енгл. Sabin) град је у америчкој савезној држави Минесота.

## Демографија
По попису из 2010. године број становника је 522, што је 101 (24,0%) становника више него 2000. године.
| Група             | 2000.       | 2010.       |
| Белци             | 411 (97,6%) | 503 (96,4%) |
| Афроамериканци    | 1 (0,2%)    | 0 (0,0%)    |
| Азијати           | 1 (0,2%)    | 0 (0,0%)    |
| Хиспаноамериканци | 4 (1,0%)    | 13 (2,5%)   |
| Укупно            | 421         | 522         |